# Европейский маршрут E04

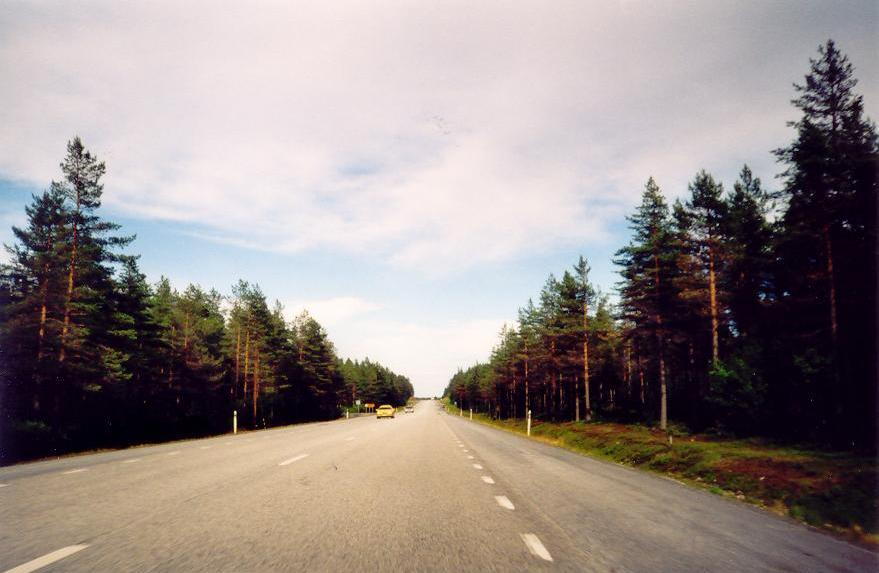
E4 около Эрншёльдсвика. Общепринятый маршрут между Торнио и Евле. Некоторые дороги этого отрезка превращены дорогу 2+1 с разделительной полосой.

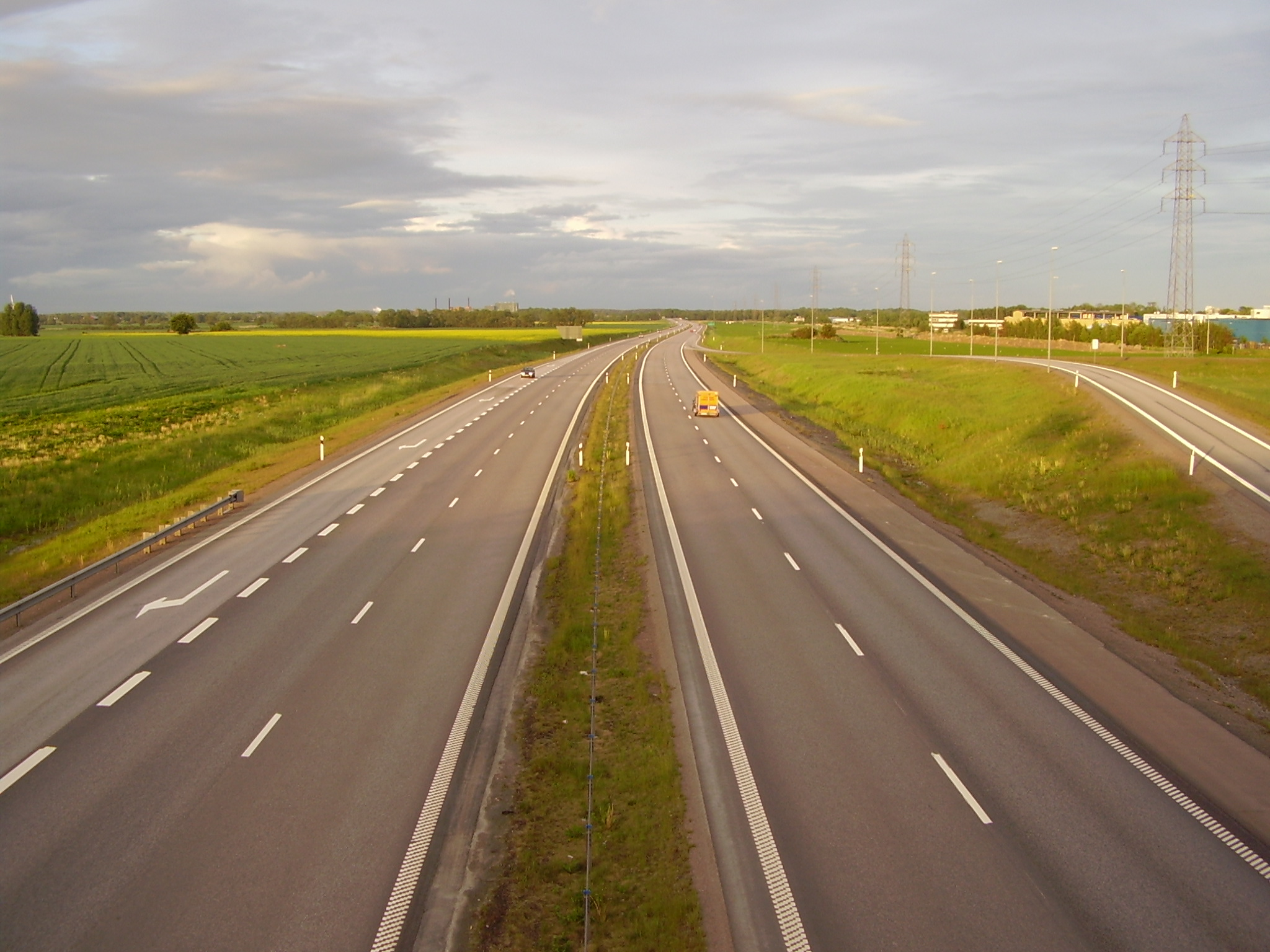
E4 около Линчёпинга, Швеция

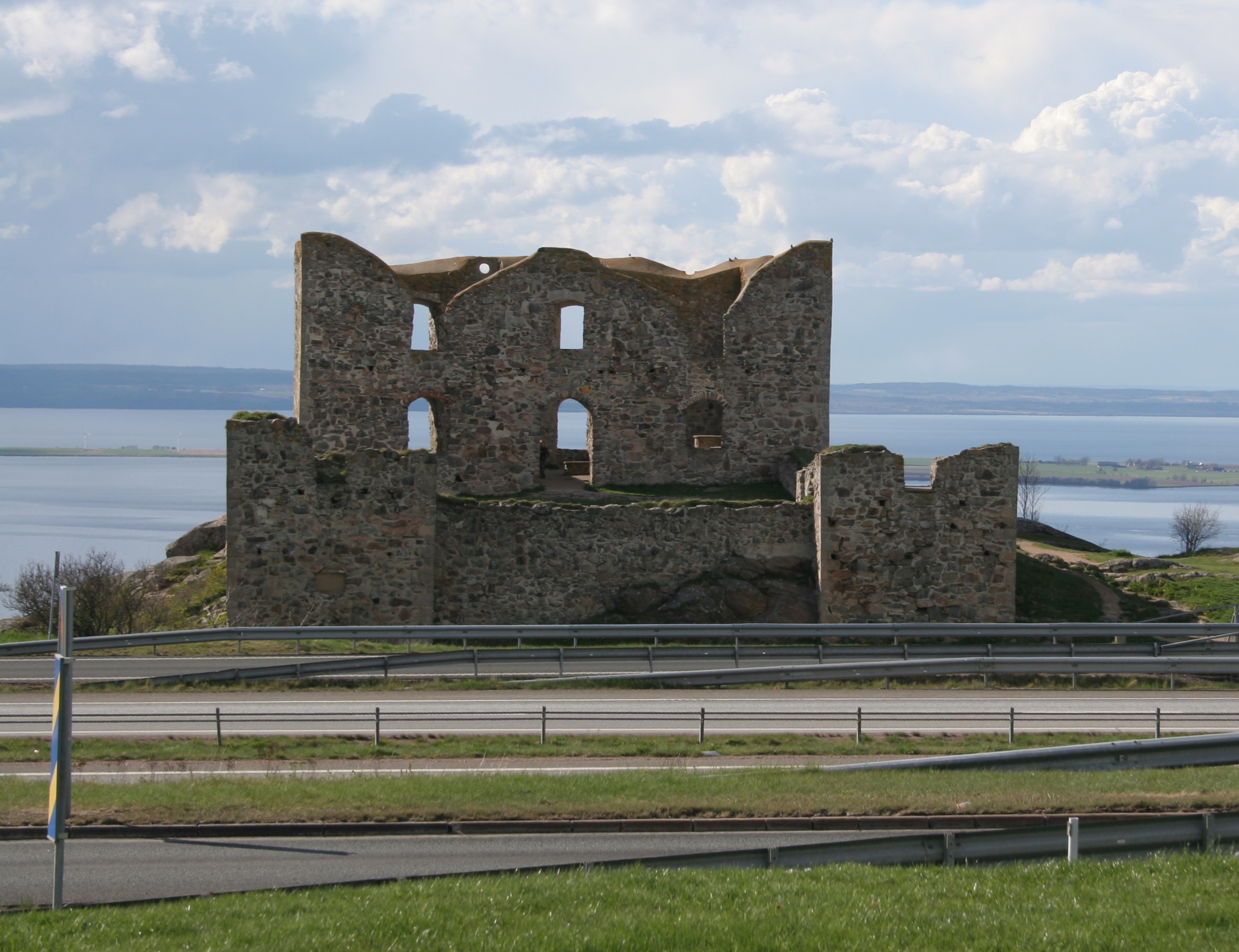
E4 в 180 м над озером Веттерн

Европейский маршрут E04 — европейский автомобильный маршрут от Торнио, Финляндия до Хельсингборга, Швеция общей длиной 1590 км. Финская часть в основном проходит по Торнио в северной Финляндии и его длина составляет всего лишь 800 метров. А вот шведская часть трассы проходит практически через всю Швецию кроме крайнего севера и считается основной трассой Швеции, поскольку она проходит около всех крупных городов страны кроме четырёх (Гётеборг, Мальмё, Вестерос и Эребру), однако проходит в том числе и около столицы Швеции Стокгольма.

## История
В новой системе европейских маршрутов трасса должна была войти в состав Е55, однако трасса так и осталась Е04, как и было до 1992, в пределах Швеции, поскольку затраты на смену знаков на трассу такой длины были бы слишком значительными. Помимо знаков на самой трассе, существуют ещё тысячи других знаков, особенно в городах, указывающих как добраться до трассы Е04. Сейчас за трассой окончательно закреплено название Е04, а не Е55.

## Трасса
Севернее Евле трасса имеет разную полосность. В зависимости от времени постройки, трасса либо однополосная, обычно шириной в 8 — 13 м или дорога 2+1 шириной в 13 — 14 м с двумя полосами в одну сторону и одной в другую с железным разделителем между ними. Также дорога иногда идет по автомагистрали с двумя полосами в каждую сторону. От Сундсвалля трасса проходит через большинство крупных городов в качестве городских улиц.
Южнее Евле, дорога все время идет по автомагистрали. 17 октября 2007 последний участок автомагистрали между Уппсалой и Мехедебю был открыт. Южнее Евле ограничение скорости 110 км/ч на 60 % дороги и 120 км/ч на 30 % дороги. Севернее Евле ограничения скорости колеблются: 90 км/ч, 100 км/ч и 110 км/ч встречаются чаще всего. Ограничения скорости на основных дорогах Швеции были изменены в октябре 2008, что является частью ввода новых правил с максимальным ограничением скорости в 120 км/ч.

## Города на трассе
Маршрут проходит через или около следующих городов:
- Торнио
- Хапаранда
- Лулео
- Питео
- Шеллефтео
- Умео
- Эрншёльдсвик
- Хернёсанд
- Сундсвалль
- Худиксвалль
- Сёдерхамн
- Евле
- Уппсала
- Мерста
- Стокгольм
- Нючёпинг
- Норрчёпинг
- Линчёпинг
- Йёнчёпинг
- Юнгбю
- Хельсингборг